# Вероніка Велес-Зузулова
Вероніка Велес-Зузулова (словац. Veronika Velez-Zuzulová, нар.. 15 липня 1984 року, Братислава) — словацька гірськолижниця, срібна призерка чемпіонату світу 2017 року в командній першості, учасниця трьох Олімпійських ігор, багаторазова переможниця етапів Кубка світу. Спеціалізується в слаломі. Чемпіонка світу серед юніорів 2002 року в слаломі.

## Спортивна біографія
Тренером Вероніки були її батько Тімотей Зузула і Володимир Коварж.
У Кубку світу Зузулова дебютувала в 2000 році, у лютому 2004 року вперше потрапила до трійки найкращих на етапі Кубка світу. Першу перемогу здобула 29 грудня 2012 року в Земмерінгу. Вже через кілька днів після першої перемоги Вероніка виграла паралельний слалом на етапі Кубка світу в Мюнхені. Своєрідний переможний «дубль» Вероніка повторила в середині січня 2016 року в австрійському Флахау, коли виграла поспіль два етапи в слаломі. Найкращим досягненням Зузулової в загальному заліку Кубка світу є 11-е місце в сезоні 2016/2017. У сезонах 2015/2016 і 2016/2017 років Вероніка займала друге місце в заліку слалому. Ще двічі (2007/2008 і 2012/2013) Вероніка була третьою в заліку слалому.
На Олімпіаді-2002 в Солт-Лейк-Сіті стала 32-ю в гігантському слаломі, так само стартувала у слаломі, але не змогла фінішувати.
На Олімпіаді-2006 у Турині стала 22-ю в слаломі і 15-ю у комбінації.
На Олімпіаді-2010 у Ванкувері стартував у двох дисциплінах: гігантський слалом — не фінішувала, слалом — 10-те місце.
Олімпійські ігри 2014 року в Сочі була змушена пропустити через травму. На Олімпійських іграх у 2018 році в Пхенчхані зайняла 17-те місце в слаломі і 9-е місце в команді. Велес-Зузулова також була удостоєна честі нести прапор Словаччини на церемонії відкриття Літніх Олімпійських Ігор.
За свою кар'єру брала участь у восьми чемпіонатах світу, вигравши срібло в командній першості у 2017 році в Санкт-Моріці. Найкращий результат в особистих дисциплінах — 4-те місце у слаломі на чемпіонаті світу 2015 року.
У сезоні 2013 року вона зайняла 3-тє місце у слаломі та 12-му загалом; вона також фінішувала третьою зі слаломів у 2008 році. Вона відійшла від змагань у 2018 році, її фінальний старт Кубка світу відбувся у слаломі в Офтершвані
Використовувала лижі і черевики виробництва фірми Salomon.
Завершила кар'єру у 2018 році.

## Особисте життя
27 квітня 2012 року в соборі святого Мартина в Братиславі одружилася зі своїм французьким тренером Роменом Велезом (фр. Romain Velez) і взяла подвійне прізвище.

## Перемоги на етапах Кубка світу (5)
Станом на 3 січня 2017 року
| № | Сезон   | Дата           | Місце     | Дисципліна         |
| - | ------- | -------------- | --------- | ------------------ |
| 1 | 2012/13 | 29 грудня 2012 | Земмерінг | Слалом             |
| 2 | 2012/13 | 1 січня 2013   | Мюнхен    | Паралельний слалом |
| 3 | 2015/16 | 12 січ 2016    | Флахау    | Слалом (2)         |
| 4 | 2015/16 | 15 січня 2016  | Флахау    | Слалом (3)         |
| 5 | 2016/17 | 3 січня 2017   | Загреб    | Слалом (4)         |